# Dracula gigas
Dracula gigas  é uma espécie de orquídea epífita de crescimento cespitoso cujo gênero é proximamente relacionado às Masdevallia, parte da tribo Pleurothallidinae. Esta espécie é originária oeste da Colômbia e noroeste do Equador, onde habita florestas úmidas e nebulosas das montanhas.
Pode ser diferenciada das espécies mais próximas por serem muito robustas produzindos grandes flores rosa-claro-amarronzado, as primeiras bem maiores que as subsequentes.